# Лысенко, Ольга Георгиевна
О́льга Гео́ргиевна Лысе́нко  (10 мая 1941, Киев, СССР — 22 марта 2025, Москва) — советская и российская актриса театра и кино.
Дочь советского и украинского кинорежиссёра Юрия (Георгия) Лысенко (1910—1994).

## Биография
Родилась 10 мая 1941 года в Киеве.
Дебютировала в кино школьницей, сыграв роль Алёнки в фильме Игоря Новакова «Волшебная ночь».
В 1965 году окончила Всесоюзный государственный институт кинематографии.
С 1966 года — актриса Театра-студии киноактёра.
Вторая жена режиссёра Виктора Турова (1936—1996).
Умерла 22 марта 2025 года в Москве на 84-м году жизни.

## Фильмография
| Год  |   | Название                                                       | Роль                                                 |
| ---- | - | -------------------------------------------------------------- | ---------------------------------------------------- |
| 1958 | ф | Волшебная ночь                                                 | Алёнка                                               |
| 1959 | ф | Зелёный фургон                                                 | Маруся Цымбалюк                                      |
| 1959 | ф | Таврия                                                         | Бутанька                                             |
| 1961 | ф | Командировка                                                   | Зина, жена председателя                              |
| 1961 | ф | Рассказы о юности (киноальманах)                               | Мария                                                |
| 1962 | ф | Я купил папу                                                   | мама Димки                                           |
| 1963 | ф | Принимаю бой                                                   | Лиза Максимова, бригадир                             |
| 1965 | ф | Проверено — мин нет                                            | Ольга, сержант-радистка                              |
| 1966 | ф | Бурьян                                                         | Катя                                                 |
| 1967 | ф | Война под крышами                                              | Ксения                                               |
| 1969 | ф | Мы с Вулканом                                                  | Ольга Григорьевна, учительница рисования             |
| 1969 | ф | Сыновья уходят в бой                                           | Ксения                                               |
| 1970 | ф | Узники Бомона                                                  | Станислава Добжанская                                |
| 1971 | ф | Жизнь и смерть дворянина Чертопханова                          | Маша                                                 |
| 1974 | ф | Время её сыновей                                               | Женя Светлова                                        |
| 1976 | ф | Венок сонетов                                                  | актриса театра                                       |
| 1977 | ф | В профиль и анфас (новелла «Большая любовь Чередниченко Н.П.») | Валя                                                 |
| 1977 | ф | Воскресная ночь                                                | Манаева                                              |
| 1977 | ф | Три весёлые смены                                              | Татьяна Павловна, воспитательница,ведущая кружок ИЗО |
| 1978 | ф | Встреча в конце зимы                                           | Имя персонажа не указано                             |
| 1979 | ф | Точка отсчёта                                                  | Света                                                |
| 1981 | ф | Возьму твою боль                                               | жена Шишковича                                       |
| 1982 | ф | Полесская хроника                                              | Имя персонажа не указано                             |
| 1983 | ф | Чёрный замок Ольшанский                                        | Имя персонажа не указано                             |
| 1984 | ф | Меньший среди братьев                                          | Кира, жена Ильи Константиновича                      |
| 1984 | ф | Осенний подарок фей                                            | жена губернатора                                     |
| 1986 | ф | К расследованию приступить                                     | Римма Сергеевна                                      |
| 1988 | ф | Красный цвет папоротника                                       | Елена Иосифовна                                      |
| 1989 | ф | На железной дороге                                             | медсестра                                            |
| 1989 | ф | Высокая кровь                                                  | хозяйка                                              |
| 2005 | ф | Голова классика                                                | эпизод                                               |
| 2009 | ф | Участковая                                                     | бабушка заболевшего ребёнка                          |